# Hypericum fieriense
Hypericum fieriense là một loài thực vật có hoa thuộc họ Clusiaceae.
Loài này chỉ có ở Yemen.
Môi trường sống tự nhiên của chúng là vùng cây bụi khô khu vực nhiệt đới hoặc cận nhiệt đới and vùng nhiều đá.
- The rarest of the shrubby Hypericum species on Soqotra; only known from two locations. Most likely to be confused with H. scopulorum hoặc H. tortuosum but readily distinguished by the pubescent stems and leaves.

## Physical Description
Semi-evergreen. Small, rounded, dense shrub with stiff, erect stems. Grows larger in warmer areas.

## Landscaping
Care: Shear after flowering to encourage reblooming. Follow a regular watering schedule during the first growing season to establish an extensive root system. Feed regularly during the growing season with a general purpose fertilizer. Prune annually in late winter to promote vigorous new growth.

## Growth
- Culture: Space 18-36" apart. Likes cool areas.
- Soil: Prefers organic soil. Needs well-drained soil. Good for dry soils.
- Sunlight: Sun Exposure: Full sun to part shade.